# Îles de la Hollande-Méridionale
Les îles de la Hollande-Méridionale (en néerlandais : Zuid-Hollandse Eilanden) sont un ensemble d'îles néerlandaises situées dans la province de la Hollande-Méridionale. Avec les îles de Zélande, elles font partie du delta Rhin-Meuse-Escaut.
Elles englobent les îles suivantes :
- Rozenburg
- IJsselmonde
- Zwijndrechtse Waard
- Voorne-Putten
- Hoeksche Waard
- Tiengemeten
- Île de Dordrecht
- Goeree-Overflakkee

La région a été maintes fois remodelée au cours des siècles. Depuis le XXe siècle et la réalisation du Plan Delta, de nombreux ponts, barrages et tunnels ont été construits, seule Tiengemeten est encore réellement une île.